# Garry McCoy
Garry McCoy (Sídney, 18 de abril de 1972) es un expiloto de motociclismo australiano. Ganó carreras en el Campeonato del Mundo de Motociclismo en las categorías de 125cc y 500cc, así como en el Campeonato Mundial de Superbikes. Él es conocido por su estilo de conducción con sobreviraje, lo que le valió el apodo de The Slide King.

## Biografía
McCoy nació en Sídney y en su adolescencia era piloto de Motorcycle speedway en su estado natal de Nueva Gales del Sur, corriendo junto a corredores como Todd Wiltshire y Craig Boyce. McCoy pilotó sobre todo en carreras de la División 2 en pistas como el ahora cerrado Newcastle Motordrome. Terminó segundo en el campeonato NSW Div 2 en noviembre de 1990.
Corrió en sus primeras carreras del campeonato del mundo de 125cc en 1992. Debutó con la temporada completa un año después, aunque se perdió carreras por lesiones en 1993 y 1994. Ganó el Gran Premio de Malasia de 1995 el Gran Premio de Australia de 1996, así como otros 7 resultados acabando en el podio o en posición de privilegio. En 1996 firmó con el equipo privado Bramich y montó una Ducati 748. Fue un gran año para McCoy, ya que aprendió del director del equipo, Don Bramich, los fundamentos para administrar un equipo exitoso.
En 1998 corrió en 500cc por primera vez, con la escudería Shell Advance Honda. Acabó en puntos en seis de las nueve primeras carreras antes de romperse una clavícula al finalizar la temporada. Estuvo fuera del circuito cuando empezó 1999 pero se unió al Mundial a media temporada y acabó tercero en el Gran Premio de la Comunidad Valenciana.
El 2000 fue una temporada exitosa para Garry con WCM, ya que abrió el año con una sorprendente victoria en el Gran Premio de Sudáfrica en la Welkom. Había sido el único piloto que consiguió que el neumático de 16'5 pulgadas Michelin funcionara al máximo, con su estilo de conducción lateral y una ligera construcción ideal para él. Hubo dos victorias más ese año en Portugal y el Valencia para ayudar a asegurar un quinto puesto en el campeonato de 500. En 2001 se arruinó por culpa de una fractura en la muñeca sufrida en el  Gran Premio de Francia, y 2002 tampoco fue un gran éxito, lo que lo llevó a unirse al equipo de fábrica de Kawasaki. Una mala experiencia ya que McCoy solo anotó puntos en tres ocasiones, y él y sus compañeros de equipo Andrew Pitt y Alex Hofmann rara vez se clasificaron entre los 15 primeros.
En 2004 se unió al equipo NCR Ducati del Campeonato Mundial de Superbikes, ganando en Phillip Island y acabando sexto en la clasificación general. Corrió para el equipo de Carl Fogarty en 2005, mientras el equipo intentaba hacer competitiva su bicicleta 900cc de 3 ciclindors. Después de 9 pruiebas, su mejor resultado fue 12°, y se clasificó para la Superpole y un puesto del top16 en 4 ocasiones. Los resultados no mejoraron, y no tuvo moto para 2006.
McCoy trabajó como piloto probador para Ilmor en 2007 para el prototipo de MotoGp Ilmor X3 de 800cc, compitiendo en dos pruebas de 2006 de MotoGP con una wildcard. McCoy esperaba montar la Ilmor en 2007, pero Andrew Pitt y una lesión, provocaron que Jeremy McWilliams fuera el elegido.
En 2008 McCoy se unió a la escudería Triumph del Campeonato Mundial de Supersport con la Daytona 675. Cayó al final de la primera carrera en Losail a causa de un fallo mecánico. Acabó sexto en la carrera de Phillip Island y se retiró en la carrera de Valencia. En aparatoso accidente en Brno cuando golpeó la moto ralentizada de su compañero de equipo Andrew Pitt amenazó con poner fin a su temporada
En 2009, en el circuito de Donington, McCoy logró el primer podio de Triumph con un tercer lugar. Volvió al podio con otro en la ronda final de WSS en Portimao, Portugal, terminando la temporada en octavo lugar de la general.
Las expectativas iniciales eran que McCoy continuaría con el equipo para la temporada 2010. Sin embargo, él no formó parte del equipo de cuatro pilotos. El equipo declaró que se había ido por "consentimiento mutuo", sin embargo, McCoy lo negó y afirmó que la noticia era nueva para él.
En 2010 McCoy estaba listo para hacer su regreso a MotoGP con el equipo de FB Corse con un contrato de dos años que habría marcado sus 18 años en la competición. Sin embargo, el equipo no logró hacer competitiva su proyecto de tres cilindros de 800 cc y, el 7 de junio de 2010, McCoy anunció que el contrato había sido cancelado por consentimiento mutuo.

## Resultados en el Campeonato del Mundo
Sistema de puntuación desde 1988 hasta 1991:
| Posición | 1.º | 2.º | 3.º | 4.º | 5.º | 6.º | 7.º | 8.º | 9.º | 10.º | 11.º | 12.º | 13.º | 14.º | 15.º |
| Puntos   | 20  | 17  | 15  | 13  | 11  | 10  | 9   | 8   | 7   | 6    | 5    | 4    | 3    | 2    | 1    |

Sistema de puntuación de 1993 hasta 2022:
| Posición | 1.º | 2.º | 3.º | 4.º | 5.º | 6.º | 7.º | 8.º | 9.º | 10.º | 11.º | 12.º | 13.º | 14.º | 15.º |
| Puntos   | 25  | 20  | 16  | 13  | 11  | 10  | 9   | 8   | 7   | 6    | 5    | 4    | 3    | 2    | 1    |

### Carreras por año
(Carreras en negrita indica pole position, carreras en cursiva indica vuelta rápida)
| Año  | Cat.   | Moto     | 1       | 2       | 3       | 4       | 5      | 6       | 7       | 8       | 9       | 10      | 11      | 12      | 13      | 14      | 15      | 16      | 17     | Pts. | Pos  |
| ---- | ------ | -------- | ------- | ------- | ------- | ------- | ------ | ------- | ------- | ------- | ------- | ------- | ------- | ------- | ------- | ------- | ------- | ------- | ------ | ---- | ---- |
| 1992 | 125cc  | Rotax    | JAP -   | AUS Ret | MAL -   | ESP -   | ITA -  | EUR -   | ALE -   | NED Ret | HUN -   | FRA -   | GBR -   | BRA -   | RSA -   |         |         |         |        | 0    | -    |
| 1993 | 125cc  | Aprilia  | AUS 10  | MAL Ret | JAP Ret | ESP -   | AUT -  | ALE 22  | NED 16  | EUR Ret | RSM 16  | GBR 14  | CZE 14  | ITA 16  | USA 7   | FIM 10  |         |         |        | 25   | 19.º |
| 1994 | 125cc  | Aprilia  | AUS 3   | MAL 12  | JAP 9   | ESP 11  | AUT 3  | ALE -   | NED 8   | ITA Ret | FRA 17  | GBR Ret | CZE 16  | USA -   | ARG -   | EUR -   |         |         |        | 56   | 13.º |
| 1995 | 125cc  | Honda    | AUS Ret | MAL 1   | JAP Ret | ESP 12  | ALE -  | ITA -   | NED -   | FRA -   | GBR -   | CZE -   | RIO -   | ARG -   | EUR -   |         |         |         |        | 108  | 6.º  |
| 1996 | 125cc  | Aprilia  | MAL 12  | IDN Ret | JAP Ret | ESP Ret | ITA 20 | FRA 9   | NED 18  | ALE Ret | GBR 14  | AUT Ret | CZE 11  | IMO 4   | CAT 2   | RIO 5   | AUS 1   |         |        | 87   | 12.º |
| 1997 | 125cc  | Aprilia  | MAL Ret | JAP 6   | ESP Ret | ITA 3   | AUT 4  | FRA 3   | NED Ret | IMO 4   | ALE Ret | RIO 13  | GBR 4   | CZE 11  | CAT 9   | IDN 9   | AUS 9   |         |        | 109  | 7.º  |
| 1998 | 500cc  | Honda    | JAP Ret | MAL 10  | ESP 15  | ITA 13  | FRA 17 | MAD 11  | NED 11  | GBR 13  | ALE Ret | CZE -   | IMO -   | CAT -   | AUS Ret | ARG -   |         |         |        | 23   | 17.º |
| 1999 | 500cc  | Yamaha   | MAL -   | JAP -   | ESP -   | FRA -   | ITA -  | CAT -   | NED 15  | GBR Ret | ALE 11  | CZE 8   | IMO 9   | VAL 3   | AUS 7   | RSA 8   | RIO 8   | ARG 13  |        | 65   | 14.º |
| 2000 | 500cc  | Honda    | RSA 1   | MAL 3   | JAP 9   | ESP Ret | FRA 4  | ITA Ret | CAT 16  | NED 15  | GBR 17  | ALE 10  | CZE 3   | POR 1   | VAL 1   | RIO 3   | PAC Ret | AUS 5   |        | 161  | 5.º  |
| 2001 | 500cc  | Yamaha   | JAP 2   | RSA Ret | ESP 9   | FRA -   | ITA -  | CAT -   | NED -   | GBR -   | ALE 11  | CZE 6   | POR 3   | VAL 12  | PAC 12  | AUS Ret | MAL 3   | RIO 10  |        | 88   | 12.º |
| 2002 | MotoGP | Yamaha   | JAP Ret | RSA 10  | ESP 15  | FRA -   | ITA 6  | CAT -   | NED -   | GBR 12  | ALE 9   | CZE 13  | POR 11  | RIO 10  | PAC 17  | MAL 15  | AUS 18  | VAL Ret |        | 33   | 20.º |
| 2003 | MotoGP | Kawasaki | JAP 16  | RSA 17  | ESP 18  | FRA 9   | ITA 15 | CAT 17  | NED 18  | GBR 16  | ALE 16  | CZE 18  | POR Ret | RIO Ret | PAC Ret | MAL 19  | AUS 13  | VAL 19  |        | 11   | 22.º |
| 2004 | MotoGP | Aprilia  | RSA -   | ESP -   | FRA -   | ITA -   | CAT -  | NED -   | RIO -   | ALE -   | GBR -   | CZE -   | POR -   | JAP -   | QAT -   | MAL 16  | AUS Ret | VAL 16  |        | 0    | -    |
| 2006 | MotoGP | Ilmor    | ESP -   | QAT -   | TUR -   | CHN -   | FRA -  | ITA -   | CAT -   | NED -   | GBR -   | ALE -   | USA -   | CZE -   | MAL -   | AUS -   | JAP -   | POR 15  | VAL 15 | 2    | 22.º |